# Sió
Sió – rzeka w zachodnich Węgrzech, prawy dopływ Dunaju. Długość - 121 km (od źródeł rzeki Zala, dopływu Balatonu - 360 km), powierzchnia zlewni – 9216 km² (łącznie ze zlewnią Balatonu - 14 953 km²), średni przepływ – 39 m³/s.
Rzeka Sió powstaje z połączenia rzeczek Jaba i Kis-Koppány na południe od Balatonu, koło wsi Ádánd. Płynie na wschód przez równinę Mezőföld, gdzie przyjmuje swój największy dopływ - Kapos. U północnego skraju wzgórz Tolna Sió skręca na południe i płynie równolegle do rzeki Sárvíz. Przed wzgórzem Oriás, koło wsi Sióagárd, Sió przyjmuje Sárvíz jako swój lewy dopływ i skręca na wschód. Po około 20 km uchodzi do Dunaju. Ujście Sió leży na północnym skraju bagien Sárköz.
W 1863 rzekę Sió połączono z Balatonem kanałem Sió. Początek kanału znajduje się w Siófok na południowym wybrzeżu wschodniej części jeziora, ujście koło wioski Ádánd, w górnym biegu rzeki. Od tej pory Balaton przestał być jeziorem bezodpływowym, jego poziom obniżył się o około 3 m, zaś poziom wód w Sió jest regulowany przez śluzy na kanale. Sió, poprzez kanał Sió, jest jedynym odpływem Balatonu.